# آنا فيسيلينوفيتش
آنا فيسيلينوفيتش (بالصربية: Ана Веселиновић)‏، (من مواليد 22 فبراير 1988) هي لاعبة تنس محترفة سابقة من الجبل الأسود. لقد فازت بستة ألقاب فردية و31 لقبًا زوجيًا على حلبة دورة كرة المضرب للسيدات. في 10 سبتمبر 2007، وصلت إلى أفضل تصنيف فردي لها بالمرتبة 329 عالميًا. في 6 أغسطس 2018، بلغت ذروتها في المركز 172 في تصنيفات الزوجي لاتحاد لاعبات التنس المحترفات.

## روابط خارجية
- آنا فيسيلينوفيتش على موقع رابطة محترفات التنس (الإنجليزية)
- آنا فيسيلينوفيتش على موقع الاتحاد الدولي لكرة المضرب (الإنجليزية)
- آنا فيسيلينوفيتش على موقع كأس بيلي جين كينغ (الإنجليزية)
- آنا فيسيلينوفيتش على موقع خلاصة التنس.كوم (الإنجليزية)